# Margaret O'Brien
Margaret O'Brien, pseudonimo di Angela Maxine O'Brien (San Diego, 15 gennaio 1937), è un'attrice statunitense.

## Biografia
Figlia di un artista circense, morto pochi mesi dopo la sua nascita, e della ballerina di flamenco Gladys Flores, Margaret O'Brien ha origini in parti irlandesi e in parte spagnole.
Il suo debutto nel cinema risale al 1941 a quattro anni, nel film I ragazzi di Broadway, cui seguirono le apparizioni in La parata delle stelle (1943) e L'angelo perduto (1943). Grazie ai ruoli sostenuti nel dramma La porta proibita (1944) e nella commedia Lo spettro di Canterville (1944), accanto a Charles Laughton, Margaret O'Brien diventò una piccola diva, ma la notorietà giunse grazie alla partecipazione al musical Incontriamoci a Saint Louis (1944) di Vincente Minnelli, in cui recitò al fianco di Judy Garland: per l'interpretazione della sensibile Tootie Smith vinse nel 1945 un Oscar giovanile come "eccezionale piccola attrice del 1944".
Nel 1946 venne caricaturata per il personaggio di Cappuccetto Rosso nel cortometraggio della Looney Tunes Book Revue. Negli anni seguenti recitò in Il sole spunta domani (1945), La danza incompiuta (1947) e La legge del cuore (1948). Altri due ruoli che la resero celebre furono quello della sfortunata Beth March in Piccole donne (1949) di Mervyn LeRoy e di Mary Lennox nella prima versione sonora de Il giardino segreto (1949).
Come accaduto a tante bambine prodigio dello spettacolo, Margaret O'Brien si avviò al declino con l'adolescenza. Negli anni cinquanta si dedicò principalmente alla televisione in ruoli marginali, tornando al cinema solo nel 1960 nella commedia western Il diavolo in calzoncini rosa, a fianco di Sophia Loren ed Anthony Quinn, ma si dedicò anche al teatro ed ebbe molto successo come ballerina.

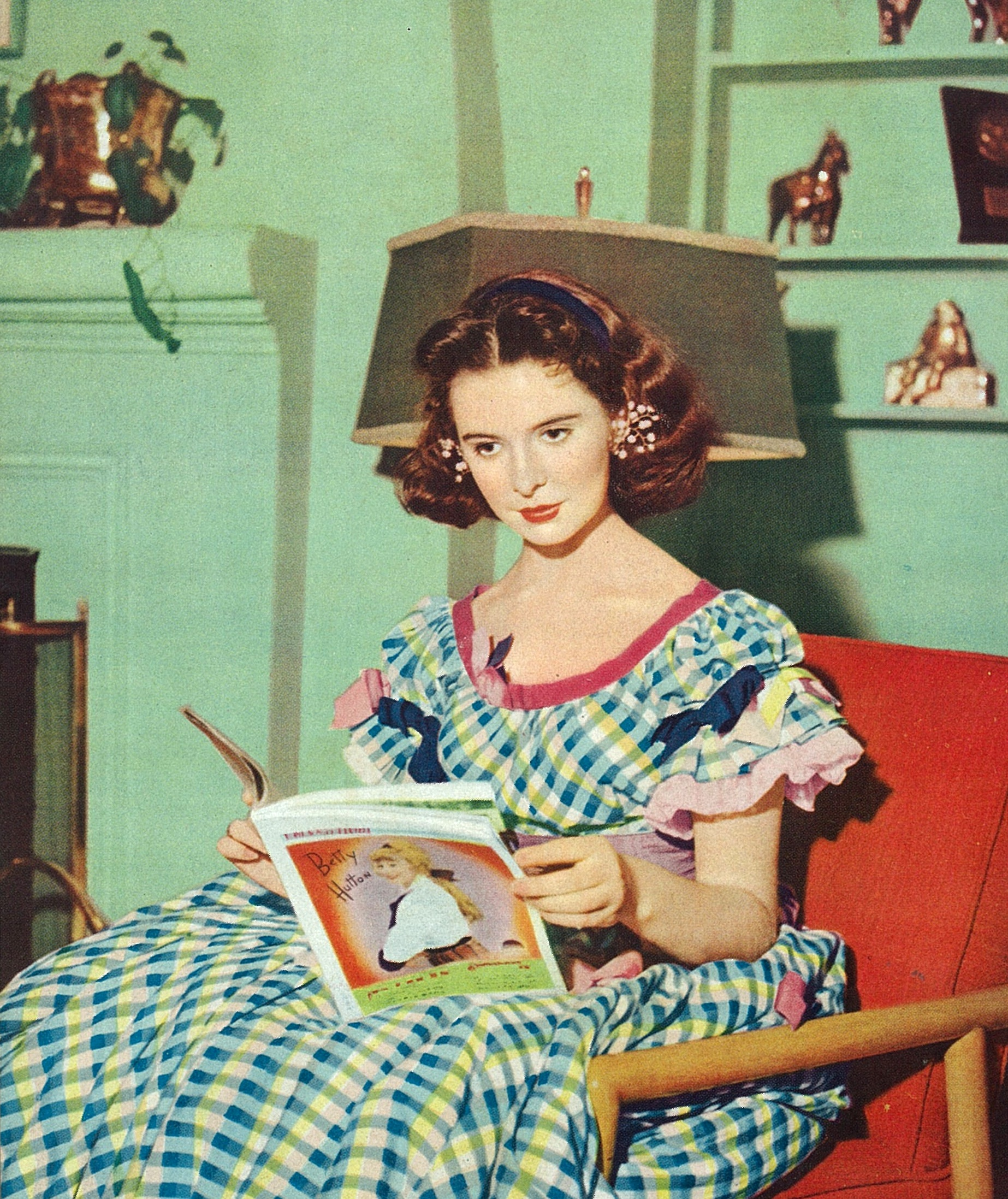
Margaret O'Brien nel 1952

Dopo il primo matrimonio (1959-1968) con Harold Allen Jr., dal 1974 è sposata con Roy Thorsen.
La O'Brien ha due stelle sulla Hollywood Walk of Fame: per il cinema al 6608 di Hollywood Boulevard e per la televisione al 1620 di Vine St.
La diva italiana d'avanspettacolo Giorgia O'Brien adottò il cognome come nome d'arte dopo averla ammirata in Piccole donne.

## Riconoscimenti
- Premio Oscar
  - 1945 – Oscar giovanile
- Hollywood Walk of Fame
  - 1960 – Stella per il cinema al 1634 Vine Street; February 8
- Young Artist Award
  - 1990 – Former Child Star Lifetime Achievement Award

## Filmografia parziale

### Cinema
- I ragazzi di Broadway (Babes on Broadway), regia di Busby Berkeley (1941)
- Journey for Margaret, regia di W. S. Van Dyke (1942)
- You, John Jones!, regia di Mervyn LeRoy (1943) - corto
- Dr. Gillespie's Criminal Case, regia di Willis Goldbeck (1943)
- La parata delle stelle (Thousands Cheer), regia di George Sidney (1943)
- Madame Curie, regia di Mervyn LeRoy e, non accreditato, Albert Lewin (1943)
- L'angelo perduto (Lost Angel), regia di Roy Rowland (1943)
- La porta proibita (Jane Eyre), regia di Robert Stevenson (1943)
- Lo spettro di Canterville (The Canterville Ghost), regia di Jules Dassin e, non accreditato, Norman Z. McLeod (1944)
- Incontriamoci a Saint Louis (Meet Me in St. Louis), regia di Vincente Minnelli (1944)
- Marisa (Music for Millions), regia di Henry Koster (1944)
- Il sole spunta domani (Our Vines Have Tender Grapes), regia di Roy Rowland (1945)
- Bascomb il mancino (Bad Bascomb), regia di S. Sylvan Simon (1946)
- Three Wise Fools, regia di Edward Buzzell (1946)
- La danza incompiuta (The Unfinished Dance), regia di Henry Koster (1947)
- Tenth Avenue Angel, regia di Roy Rowland (1948)
- La legge del cuore (Big City), regia di Norman Taurog (1948)
- Piccole donne (Little Women), regia di Mevyn LeRoy (1949)
- Il giardino segreto (The Secret Garden), regia di Fred M. Wilcox (1949)
- Her First Romance, regia di Seymour Friedman (1951)
- Girls Hand in Hand, regia di Shigeo Nakaki (1952)
- Glory, regia di David Butler (1956)
- Il diavolo in calzoncini rosa (Heller in Pink Tights), regia di George Cukor (1960)
- Annabelle Lee, regia di Harold Daniels e Gene Nash (1968)
- C'era una volta Hollywood (That's Entertainment!) (filmati di repertorio) (1974)
- Amy, regia di Vincent McEveety (1981)
- Sunset After Dark, regia di Mark J. Gordon (1996)
- Dead in Love, regia di Chris Watson (2009)
- Frankenstein Rising, regia di Eric Swelstad (2010)

### Televisione
- Climax! – serie TV, episodi 1x17-3x20-3x45 (1955-1957)
- Matinee Theatre – serie TV, 6 episodi (1955-1958)
- General Electric Theater – serie TV, episodio 6x12 (1957)
- Pursuit – serie TV, episodio 1x05 (1958)
- Gli uomini della prateria (Rawhide) – serie TV, episodio 1x09 (1959)
- June Allyson Show (The DuPont Show with June Allyson) – serie TV, episodio 1x22 (1960)
- Scacco matto (Checkmate) – serie TV, episodio 1x08 (1960)
- The Aquanauts – serie TV, episodio 1x13 (1961)
- Avventure in paradiso (Adventures in Paradise) – serie TV, episodio 3x11 (1961)
- Un salto nel buio (Tales from the Darkside) – serie TV, episodio 3x06 (1986)
- La signora in giallo (Murder, She Wrote) – serie TV, episodio 7x14 (1991)

## Doppiatrici italiane
- Loredana Randisi in L'angelo perduto, Piccole donne, Il giardino segreto, La parata delle stelle, Marisa, Bascomb il mancino, La danza incompiuta, La legge del cuore
- Germana Calderini in La porta proibita
- Vittoria Febbi in Lo spettro di Canterville
- Maria Pia Di Meo in Il diavolo in calzoncini rosa
- Valeria Perilli in La signora in giallo